# Аляб'єво
Аля́б'єво (рос. Алябьево) — село у складі Пономарьовського району Оренбурзької області, Росія.

## Населення
Населення — 61 особа (2010; 151 у 2002).
Національний склад (станом на 2002 рік):
- росіяни — 90 %